# Vladímir Safrónov
Vladímir Safrónov   (Ulan-Udè, 29 de desembre de 1934 - Moscou, 26 de desembre de 1979) va ser un boxejador rus que va competir sota bandera soviètica durant les dècades de 1950 i 1960.
El 1956 va prendre part en els Jocs Olímpics d'Estiu de Melbourne, on guanyà la medalla d'or en la categoria del pes ploma, en guanyar la final al britànic Thomas Nicholls. Amb aquesta victòria es va convertir en el primer boxejador soviètic a guanyar una medalla d'or als Jocs Olímpics. En el seu palmarès destaquen una medalla de bronze al Campionat d'Europa de boxa i dos campionats nacionals, el 1958 i 1962. Durant la seva carrera esportiva va disputar 316 combats, dels quals en guanyà 294.